# Herb gminy Stoczek
Herb gminy Stoczek – symbol gminy Stoczek.

## Wygląd i symbolika
Herb przedstawia na tarczy w polu żółtym białą pochyloną głowę konia, żółty kłos zboża, a za nimi trzy zielone świerki.